# Rowe-Nunatakker
Die Rowe-Nunatakker sind eine Gruppe aus Nunatakkern auf Black Island im antarktischen Ross-Archipel. Sie ragen 5 km nordwestlich des Kap Beck im südwestlichen Teil der Insel auf.
Das Advisory Committee on Antarctic Names benannte sie 1999 nach Charlotte Anne Rowe (* 1958) von der University of Alaska Fairbanks, welche in zwei antarktischen Sommerkampagnen zwischen 1984 und 1986 die vulkanischen und seismischen Aktivitäten des Mount Erebus auf der benachbarten Ross-Insel untersucht hatte.